# Run to You (Bryan Adams-låt)
Run to You är en sång skriven av Bryan Adams och Jim Vallance. Melodin spelades in av Bryan Adams, och singeln blev en hit 1984 och låg på flera listor i olika länder. På Billboardlistan i USA placerade sig den som högst på sjätte plats och i England blev den Adams enda topp 20-hit under 80-talet. Låten har även gjorts som cover i housestil av artisten Rage 1992.